# Sackaios

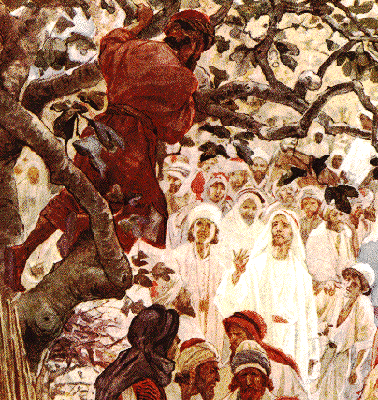
Sackaios i trädet, målning i serien The Life of Jesus of Nazareth av William Hole, 1908. Hole gjorde denna målning då han befann sig i det heliga landet.

Sackaios (äldre svensk namnform: Sackeus, grekiska: Ζακχαῖος, latin: Zaccheus, hebreiska זכי) var en rik och föraktad tullindrivare (latin: publicanus) i Jeriko (Lukasevangeliet 19:1-10). När Jesus från Nasaret besökte staden, klättrade Sackaios, som var liten till växten, ivrigt upp i ett sykomorträd för att få bättre överblick. Jesus fick syn på honom och bjöd sig hem till honom: "I dag skall jag gästa ditt hem." (Luk 19:5). Mötet med Jesus fick vittgående konsekvenser för Sackaios, som insåg att han var tvungen att bryta upp från sitt gamla liv och beslöt sig för att bli en anhängare till Jesus. Han delade ut sina pengar till dem han tagit dem från. "Och har jag pressat ut pengar av någon skall jag betala igen det fyrdubbelt." (Luk. 19:8).
Berättelsen fortsätter med liknelsen om de tio punden (Luk. 19:11-27): "För dem som hörde detta berättade han också en liknelse," (Luk. 19:11).
Enligt Klemens av Alexandria, i dennes bok Stromata, gavs Sackaios efternamnet Mattias av apostlarna och ersatte Judas Iskariot efter Jesu himmelsfärd. Den senare apostoliska successionen identifierar 'Sackaios Publikanen' som den första biskopen av Caesarea.